# ウンターフランケン
 ウンターフランケン（Unterfranken）は、バイエルン州の行政管区。州の北西部を占め、南西はバーデン＝ヴュルテンベルク州と、西はヘッセン州と、北はテューリンゲン州と、東は同じバイエルン州のオーバーフランケンと、南東はミッテルフランケンと境を接する。ウンターフランケンを貫いてマイン川が流れており、その流域の人々はその土地を「マインフランケン」と呼ぶ。
行政管区の本部はヴュルツブルクにある。

## 構成
ウンターフランケン行政管区は、3つの郡独立市と9つの郡からなる。

### 郡独立市
- アシャッフェンブルク (Aschaffenburg)
- シュヴァインフルト (Schweinfurt)
- ヴュルツブルク (Würzburg)

### 郡
- アシャッフェンブルク郡 (Landkreis Aschaffenburg)
- バート・キッシンゲン郡 (Landkreis Bad Kissingen)
- ハースベルゲ郡 (Landkreis Haßberge)
- キッツィンゲン郡 (Landkreis Kitzingen)
- マイン＝シュペッサルト郡 (Landkreis Main-Spessart)
- ミルテンベルク郡 (Landkreis Miltenberg)
- レーン＝グラープフェルト郡 (Landkreis Rhön-Grabfeld)
- シュヴァインフルト郡 (Landkreis Schweinfurt)
- ヴュルツブルク郡 (Landkreis Würzburg)

注:
1. ハースベルゲ郡は、1972年7月1日から1973年4月30日までは「ハースベルク郡」(Haßberg-Kreis) という名前であった。
2. マイン＝シュペッサルト郡は、1972年7月1日から1973年4月30日までは「ミッテルマイン郡」(Landkreis Mittelmain) という名前で、郡庁所在地はロール・アム・マインであった。
3. レーン＝グラプフェルト郡は、1972年7月1日から1973年4月30日までは「バート・ノイシュタット・アン・デア・ザーレ郡」という名前であった。

## 経済
2007年5月現在、この地域の失業率は5.0%である。
ウンターフランケンの経済の中心は、アシャッフェンブルク、ヴュルツブルク、シュヴァインフルトにあり、マイン川沿いに中級中心都市（例: ミルテンベルク、ロール・アム・マイン）が位置する。